# Cleveland (Tennessee)
Pour les articles homonymes, voir Cleveland (homonymie).
Cleveland est une ville des États-Unis, siège du comté de Bradley, dans l’État du Tennessee. Sa population s’élevait à 41 285 habitants lors du recensement de 2010 et est estimée à 44 483 habitants en 2017.

## Galerie photographique

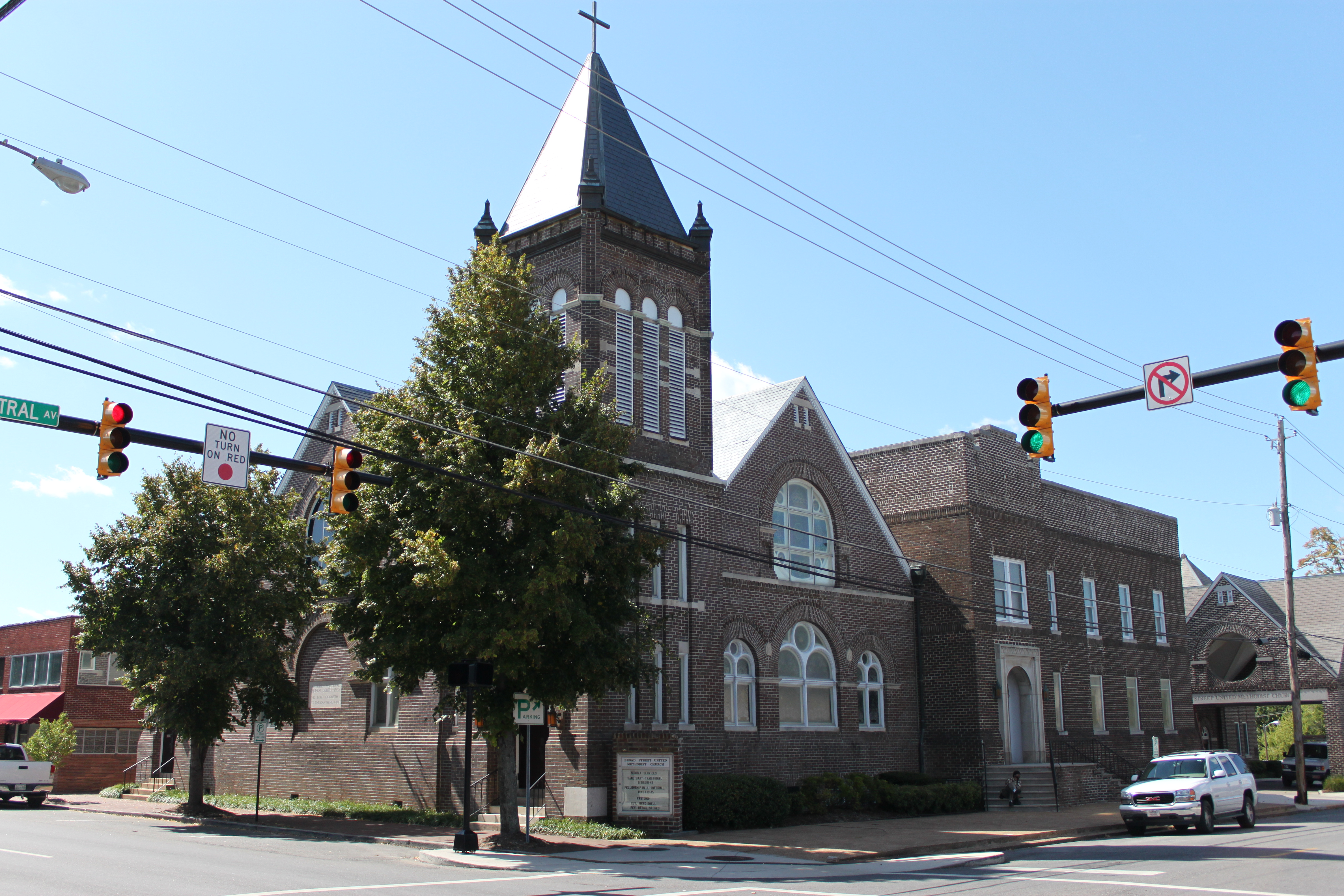
L’église méthodiste.
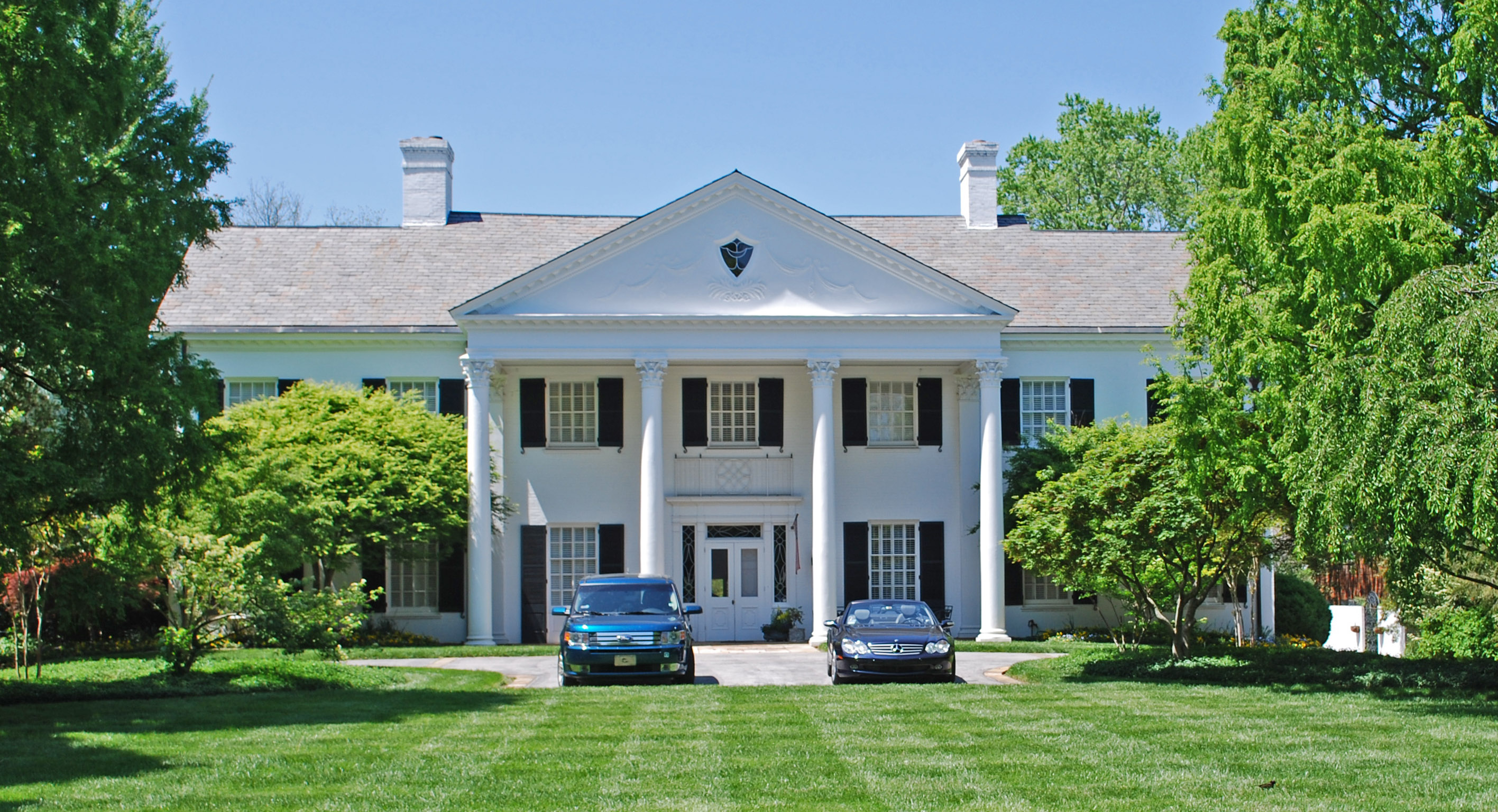
Centenary Avenue.
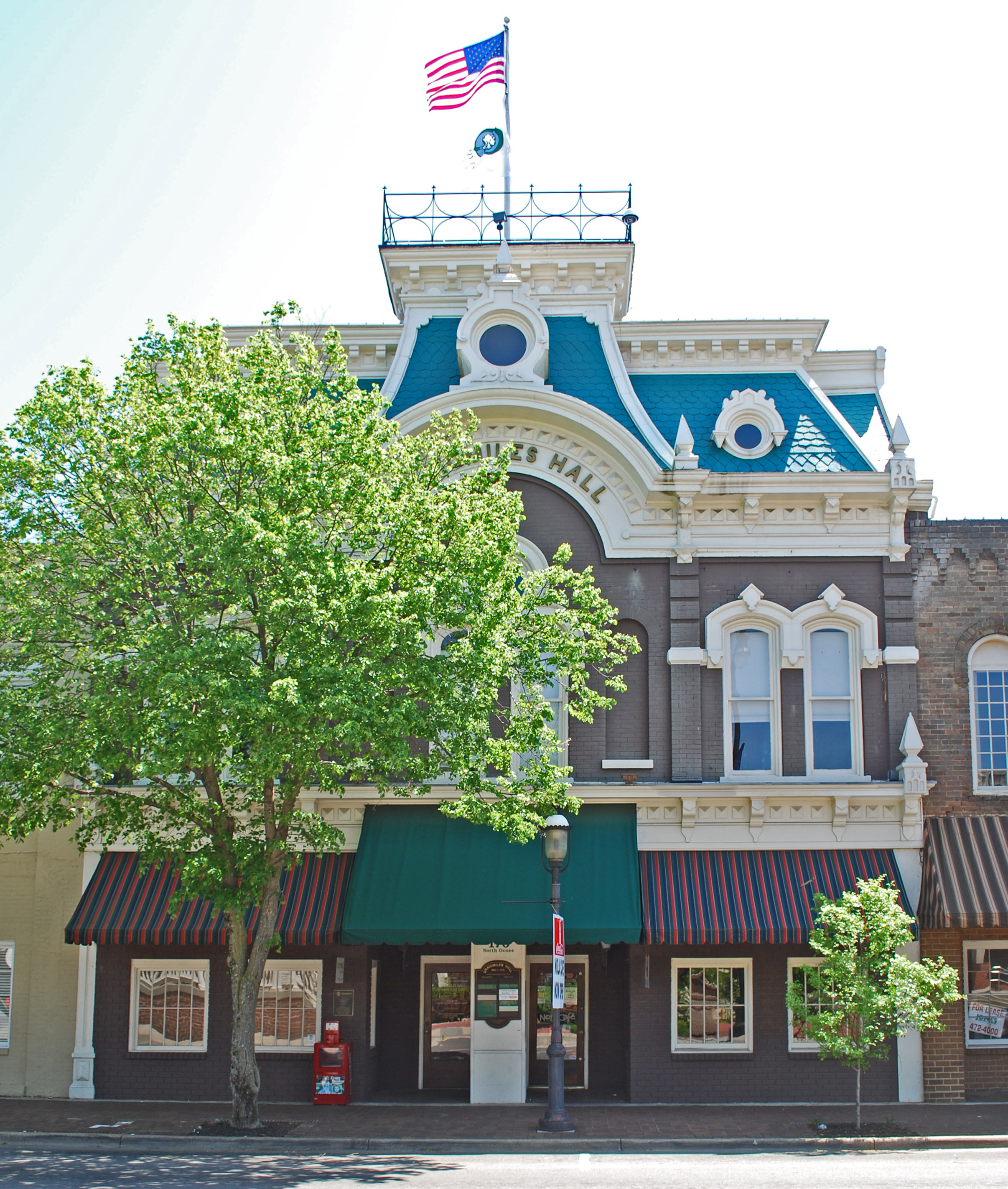
Craigmiles Hall.
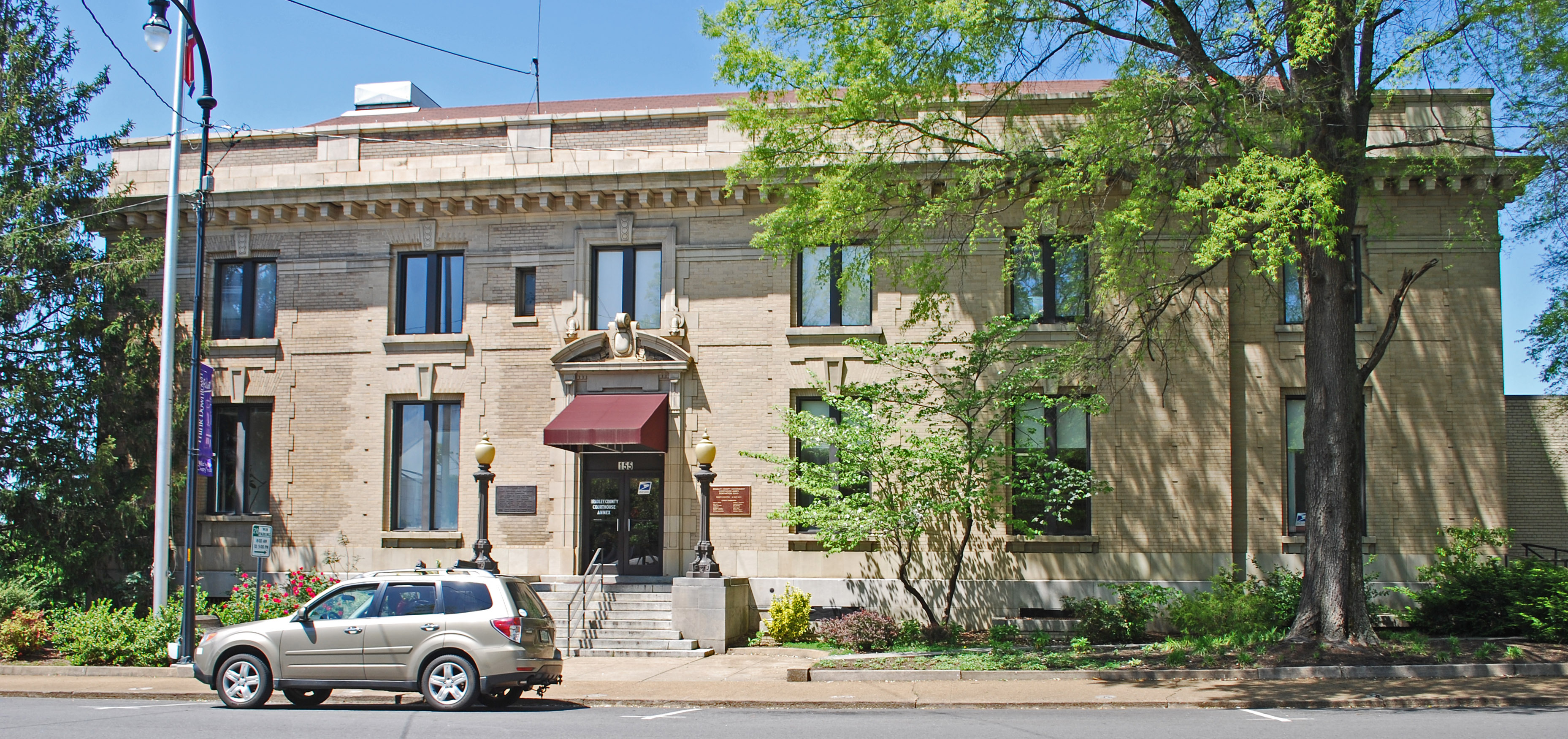
Le bureau de poste.

## Source
- (en) Cet article est partiellement ou en totalité issu de l’article de Wikipédia en anglais intitulé « Cleveland, Tennessee » (voir la liste des auteurs).